# Heliconius damysus
Heliconius damysus är en fjärilsart som beskrevs av Carl Heinrich Hopffer 1874. Heliconius damysus ingår i släktet Heliconius och familjen praktfjärilar. Inga underarter finns listade i Catalogue of Life.